# عمر وسلمى 3 (فلم)
عمر وسلمي 3 فيلم كوميدي مصري إنتاج عام 2012، هو الجزء الثالث من فيلم عمر وسلمى، بطولة تامر حسني ومى عز الدين وعزت أبو عوف.

## القصة
في هذا الجزء يستمر عمر في تصرفاته الطائشة وعدم العمل في وظيفة، ويقرر العمل كمطرب شعبي وترفض سلمى ذلك وترفض أيضا ملاحقته للبنات. فتقرر خلعه وتنجح في ذلك بمساعدة بناتهما؛ فيقرر عمر عقابها بادعائه خطوبة فتاة على درجة عالية من الجمال، واختطاف البنتين لتأديب سلمى. فتكون المفاجأة أن والد عمر قد لقن الاثنين درسا حتى لا يتلاعبان بالطلاق والخلع مرة أخرى.

## الممثلون
- تامر حسني -عمر
- مي عز الدين -سلمي
- عزت أبو عوف -رشدي
- ليلى أحمد زاهر -ليلي
- ملك أحمد زاهر -ملك
- لاميتا فرنجية -خطيبة عمر " سوسكا"
- نهلة زكي -نهلة
- عبد الله مشرف -بيس النكش
- حسام الحسيني -جيمي صاحب عمر
- أحمد التهامي -رشدي لكوح
- ممدوح فرج -بشخصيته الحقيقية
- سامح أبو الغار -خاطف ليلي وملك

## روابط خارجية
- مقالات تستعمل روابط فنية بلا صلة مع ويكي بيانات